# Pseudespera
Pseudespera là một chi bọ cánh cứng trong họ Chrysomelidae.
Chi này được miêu tả khoa học năm 1985 bởi Chen, Wang & Jiang.

## Các loài
Các loài trong chi này gồm:
- Pseudespera femoralis Chen, 1985
- Pseudespera paulowniae (Jiang, 1992)
- Pseudespera sericea Chen, 1985
- Pseudespera shennongjiana Chen, 1985
- Pseudespera sodalis Chen, 1985
- Pseudespera subfemoralis Jiang, 1992